# Damian Marley
Damian Robert Nesta «Jr. Gong» Marley (Kingston, Jamaica; 21 de julio de 1978) es un cantante y músico jamaicano, ganador de tres premios Grammy, y artista de roots reggae y dancehall. Es uno de los hijos menores de Bob Marley y el único hijo que tuvo con Cindy Breakspeare, Miss Mundo de 1976. Su apodo es Junior Gong, derivación del de su padre, Tuff Gong. 
Ha actuado desde los 13 años en su primer grupo que salió de la escuela donde estudiaba su bachillerato. Comparte con la mayor parte de la familia Marley una larga carrera musical. A diferencia de sus hermanos y hermanas, su especialidad musical es, el raggamuffin. Formó parte de la banda de reggae y rock, SuperHeavy junto a Mick Jagger.
Como su padre antes que él y el resto de la familia Marley, es un rastafari y su música refleja tanto sus creencias como los principios dirigentes rastafaris de un amor, un planeta, y la libertad para todo. A pesar de que se pasa la mayor parte del año viajando, reside en Kingston y Miami.

## Álbumes publicados
Damian Marley inició su carrera como solista con su primer trabajo discográfico, Mr. Marley, en 1996. El segundo fue Halfway Tree en 2001, ganando en 2002 el Grammy al Mejor Álbum de Reggae. Su álbum más famoso fue Welcome to Jamrock (2005), con el que ganó dos Grammys en 2006, uno en la categoría de Mejor Actuación Urbana/Alternativa y el otro en la de Mejor Álbum de Reggae por segunda vez, convirtiéndose en el único jamaicano que se ha hecho acreedor a ganar dos de estos galardones en una sola noche. El álbum Distant Relatives, producido junto al rapero Nas y publicado el 18 de mayo de 2010, está inspirado en la amistad de los dos músicos y la estrecha relación con su ancestral ascendencia africana. Sus dos últimos álbumes han sido Superheavy (2011), y Set up shop volume 1 (2013).

## Carrera musical
Damian frecuentemente va de gira con sus hermanos Julian y Stephen, miembros del Ghetto Youths Crew.
En 2004, Damian participó en el Bob Marley Roots, Rock, Reggae Festival Tour de 27 ciudades con cuatro de sus hermanos Ziggy Marley, Julian Marley, Stephen Marley y Ky-Mani Marley. Todos ellos tienen sus propias carreras musicales profesionales. 
En el año 2007 participa en el álbum Mind Control de su hermano y mánager Stephen Marley con la canción Traffic Jam con Snoop Dogg, y en la canción "Now that you got it" con Gwen Stefani.
Participó en la canción Cruise Control del álbum más reciente de Mariah Carey, E=MC² (2008).
El 5 de febrero de 2010 participó junto con el rapero Nas en ayuda a los damnificados por el terremoto de Haití donde dieron a conocer la canción "Strong Will Continue" para su nuevo álbum en conjunto.
El 23 de febrero de 2010 ofreció un concierto gratis en el Whistler Live Village Square como parte de los Juegos Olímpicos de invierno en Vancouver 2010.
En 2011 funda SuperHeavy, junto con Mick Jagger, Dave Stewart, Joss Stone y A.R. Rahman.
En 2012 lanza la canción “Set Up Shop” el 20 de abril. también en el 2012 lanza la canción “Affairs Of The Heart”.
En 2017 lanza la canción "So Am I" el 1 de septiembre, junto con Skrillex y Ty Dolla Sign

## Discografía

### Álbumes
- Mr. Marley (1996)
- Halfway Tree (2001)
- Welcome to Jamrock (2005) (Oro) #7 US, #34 UK
- Rare Joints Vol. 1 (2008)
- Rare Joints Vol. 2 (2008)
- Distant Relatives (2010)
- Super Heavy (2011)
- Set up shop vol.1 (2013)
- Stony Hill (2017)
- So Am I (2017)

### Sencillos
| Año  | Título                                                        | Mejores posiciones en listas del mundo | Mejores posiciones en listas del mundo | Mejores posiciones en listas del mundo | Mejores posiciones en listas del mundo | Certificaciones                  | Álbum                       |
| Año  | Título                                                        | Hot 100                                | EUA R&B                                | EUA Rap                                | R.U.                                   | Certificaciones                  | Álbum                       |
| ---- | ------------------------------------------------------------- | -------------------------------------- | -------------------------------------- | -------------------------------------- | -------------------------------------- | -------------------------------- | --------------------------- |
| 2001 | «It Was Written»                                              | —                                      | —                                      | —                                      | —                                      |                                  | Halfway Tree                |
| 2005 | «Welcome to Jamrock»                                          | 55                                     | 18                                     | 12                                     | 13                                     |                                  | Welcome to Jamrock          |
| 2005 | «The Master Has Come Back»                                    | —                                      | —                                      | —                                      | 74                                     |                                  | Welcome to Jamrock          |
| 2005 | «Road to Zion» (con Nas)                                      | —                                      | 57                                     | —                                      | —                                      |                                  | Welcome to Jamrock          |
| 2006 | «Beautiful» (con Bobby Brown)                                 | —                                      | —                                      | —                                      | 39                                     |                                  | Welcome to Jamrock          |
| 2006 | «All Night» (con Stephen Marley)                              | —                                      | —                                      | —                                      | —                                      |                                  | Welcome to Jamrock          |
| 2007 | «Now That You Got It» (Gwen Stefani con Damian Marley)        | —                                      | —                                      | —                                      | 59                                     |                                  | The Sweet Escape            |
| 2010 | «As We Enter» (Nas & Damian Marley)                           | 116                                    | 18                                     | 16                                     | 39                                     |                                  | Distant Relatives           |
| 2011 | «Nah Mean» (Nas & Damian Marley)                              | —                                      | —                                      | —                                      | —                                      |                                  | Distant Relatives           |
| 2011 | «Set Up Shop»                                                 | —                                      | —                                      | —                                      | —                                      |                                  |                             |
| 2012 | «Affairs of the Heart»                                        | —                                      | —                                      | —                                      | —                                      |                                  |                             |
| 2012 | «Make It Bun Dem» (Skrillex & Damian Marley)                  | 106                                    | —                                      | —                                      | 58                                     | - AUS: Oro - EUA: Oro - CAN: Oro | Make It Bun Dem After Hours |
| 2012 | «Can't Keep Me Down» (Cypress Hill & Rusko con Damian Marley) | —                                      | —                                      | —                                      | —                                      |                                  | Cypress X Rusko             |
| 2013 | «Riot» (Sean Paul con Damian Marley)                          | —                                      | —                                      | —                                      | —                                      |                                  | Full Frequency              |
| 2014 | «Hard Work»                                                   | —                                      | —                                      | —                                      | —                                      |                                  | Set Up Shop Vol. 2          |

### Colaboraciones
Lista seleccionada
- Ziggy Marley -Day By Day -Álbum: Fallen Is Babylon (1997)
- Eve -No, No, No '
- Julian Marley -Violence In The Streets -Álbum: Awake (2009)
- Inner Circle -Smoke Gets In My Eyes -Álbum: State Of Da World (2009)
- Skrillex -Rudeboy Bass -Álbum: Unreleased (2007)
- B-Real - B-Real ft Damian Marley - "Fire" - Álbum: Smoke N Mirrors (2009)
- K'naan -I Come Prepared -Álbum: Troubadour (2009)
- Gwen Stefani - Gwen Stefani ft. Damian Marley - "Now That You Got It" (2009)
- Bruno Mars -Liquor Store Blues -Álbum: Doo-Wops & Hooligans (2010)
- Skrillex -Skrillex & Damian "Jr Gong" Marley - "Make It Bun Dem"(2012)
- Cypress Hill -Cypress Hill x Rusko Featuring Damian Marley - “Can’t Keep Me Down" (2012)
- Sean Paul -Sean Paul ft. Damian Marley - Riot (2013)
- Barrington Levy - Damian "Jr. Gong" Marley con Barrington Levy - Healthy

(2014)
- Jay-Z - Bam -Álbum: 4:44 - (2017)